# 2019 AC77
2019 AC77 est un objet transneptunien faisant partie des cinquante objets connus les plus lointains du système solaire (en 2021). 